# Пол Еванс
Пол Еванс (англ. Paul Evans, нар. 24 лютого 1955, Пітерборо) — канадський хокеїст, що грав на позиції правого нападника.

## Ігрова кар'єра
Професійну хокейну кар'єру розпочав 1975 року.
1975 року був обраний на драфті НХЛ під 149-м загальним номером командою «Торонто Мейпл-Ліфс», а також на драфті ВХЛ під 162-м загальним номером командою «Індіанаполіс Рейсерс». 
Усю професійну клубну ігрову кар'єру, що тривала 10 років, провів, захищаючи кольори команд нижчих дивізіонів Канади та США. У складі 
«Торонто Мейпл-Ліфс» провів лише 11 матчів за два сезони.